# Mimusops dodensis
Espèce
Mimusops dodensis Engl. est une espèce de plantes à fleurs de la famille des Sapotaceae et du genre Mimusops, endémique du Cameroun.

## Étymologie
Son épithète spécifique dodensis fait référence à la localité de Dodéo (ou Dodo), dans la région de l'Adamaoua, où, en mars 1909, Carl Ludwig Ledermann a récolté le premier spécimen, en fleurs, dans une sorte de forêt-galerie, à une altitude d'environ 700 m.